# Nicola Fanucchi
Nicola Fanucchi (Lucca, 29 dicembre 1964) è un attore e regista italiano.

## Vita e carriera
Nato a Lucca nel 1964, ha iniziato a esibirsi sul palco quando era ancora bambino svolgendo una lunga gavetta nel teatro di base. Nel 1993 a Roma riceve il premio "Mecenate d'oro" come migliore attore, un riconoscimento di settore che riceverà anche nel 1998 nei premi Eurako di Termini Imerese e Castello di Gorizia. 
Nel 2000 debutta come attore professionista in una produzione per il Teatro del Giglio di Lucca, recitando "Histoire du Soldat" e nel 2001 nel melodramma "Enoch Arden" per il quale cura la regia oltre ad essene l'interprete principale insieme a Eros Pagni. Da quel momento si alterna tra la recitazione e la regia in diversi teatri italiani ed esteri dedicandosi molto anche al teatro musicale. Riceve nel Festival nazionale d'Arte drammatica di Pesaro nel 2001 il premio come migliore attore. Nel 2005 fa parte del cast del film "L'aria salata" per Rai Cinema e nel 2008 ha un ruolo nel film Rai per la tv "Puccini".
Nel 2011 inizia la sua collaborazione con la compagnia Peccioli Teatro, diretta da Andrea Buscemi, con la quale si esibisce con ruoli da coprotagonista in varie tournée teatrali. A partire dal 2017 collabora anche con la Fondazione Sipario Toscana onlus per i bambini per cui firma alcune regie di spettacoli per l'infanzia.
Sempre dal 2017 intensifica l'attività come regista lirico, in Italia e all'estero, spesso in sinergia con il regista Cataldo Russo. Sua la prima regia di "Suor Angelica" nel convento di Vicopelago dove la sorella del compositore lucchese fu madre superiora. Nel 2018 i due dirigono "L'elisir d'amore" di Gaetano Donizetti al Sejong Art Center di Seoul, nel 2019 portano "Così fan tutte" di Wolfgang Amadeus Mozart all'Orchestre de chambre de Genève , nel 2021 si ripetono a Ginevra con il “Don Pasquale” di Gaetano Donizetti.: e, nel 2022, con  "La cambiale di matrimonio" di Gioacchino Rossini. Nel 2023 firma due regie per la Fondazione Teatro Goldoni di Livorno: "La traviata" di Giuseppe Verdi e "Suor Angelica" di Giacomo Puccini. 
Nel 2024 interpreta il ruolo di Gianfranco Lenzi, co-protagonista dell'episodio "La girata" nell'undicesima stagione della serie I delitti del BarLume per la regia di Milena Cocozza.

## Teatro
- 2000 “Histoire du soldat” di Charles Ferdinand Ramuz (regista e attore), direttore d'orchestra Stefano Adabbo
- 2001 "Enoch Arden" di Alfred Tennysson (regista e attore) con Eros Pagni[2]
- 2005 "Platero y yo" di Juan Ramon Jimenez (attore) con Saverio Rapezzi
- 2008 "Pierrot Lunaire" di Arnold Shoenberg (attore), direttore d'orchestra Mario Ancillotti
- 2011 "Veianio" di Giovanni Pascoli (attore), Ensemble Nuovo Contrappunto, direttore d'orchestra Mario Ancillotti con Maddalena Crippa
- 2011 "Miriam" da "In nome della madre" di Erri De Luca (regista)
- 2012 "Ottonovecento strumentale italiano"[13] (attore) con Mario Ancillotti, Simone Soldati, Susanna Rigacci[14]
- 2012 "The merchant of Venice" di William Shakespeare[15] (attore), regista Andrea Buscemi
- 2013 "L'avare" di Molière (attore), regista Andrea Buscemi[16]
- 2014 "La Mandragola" di Niccolò Machiavelli (attore), regista Andrea Buscemi
- 2014 "Il malato immaginario" di Molière[17] (attore) regista Andrea Buscemi
- 2016 "Sciailoc" da "The merchant of Venice" di William Shakespeare[18] (regista)[19]
- 2017 "Secondo Marco" di Nicola Fanucchi (autore, regista e attore) con Piero Perelli[20][21][22][23]
- 2017 "Abbasso i bulli" di Francesco Tammacco[24] (regista)[25][26][27][28][29]
- 2018 "Linda e un sacco di cose da fare" di Livia Castellana (regista)[30]
- 2018 "Mafalda e il suo cagnolino" di Martina Benedetti (regista)[31]
- 2018 "Faber per Tenco" di Fabrizio De André e Luigi Tenco (regista)[32]
- 2018 "Pasolini lives" di Antonio Pavolini (regista e attore)[33][34]
- 2018 "Processo a Francesco Burlamacchi" di Riccardo Nencini (regista)[35]
- 2019 "L'allenatore e la ballerina" di Erno Erbstein and Susanna Egri [36](autore e regista)[37]
- 2019 "Macerie"[38] di Domenico Sartori (regista)[39]
- 2019 "Bauhaus" di Nicola Fanucchi (autore e regista)[40]
- 2021 "La scelta" di Antonio Pavolini (regista e attore)[41]
- 2022 "Peer Gynt" di Henrik Ibsen - musiche Edvard Grieg. Orchestra Nuove Assonanze diretta da Svilen Simeonov (attore)[42]
- 2022 "WAW We are women" di Nicola Fanucchi (autore e regista)
- 2023 "L'avaro" di Molière (attore)
- 2023 "La musica e i luoghi - Lucca Classica Music Festival" (attore)
- 2023 Santa Gemma Galgani fiore della passione di Laura Martinelli Festival "I musei del sorriso" Lucca (attore)
- 2023 Preacher e Dreaming Eagles di Garth Ennis - Festival Lucca Comics & Games 2023 Lucca - direzione doppiaggio Guglielmo Favilla (doppiatore)
- 2023 Le stagioni in Città Giuseppe Cederna racconta Marcovaldo con Giuseppe Cederna, Pantaleo Annese - Produzione Arca Azzurra Teatro (regista)
- 2023 La fanciulla del west di David Belasco - Produzione Reggio Iniziative Culturali-Teatro del Giglio Lucca Festival Puccini days (regista)
- 2024 Lucca, Vienna, Madrid, in viaggio con Luigi Boccherini - Produzione Associazione Musicale Lucchese - Conservatorio Boccherini Lucca (regista e attore)
- 2024 La donna che svelò Van Gogh di Federico Giannini - Produzione La città del Teatro - Fondazione Sipario Toscana (attore)
- 2024 RSPP di Morena Rossi - Produzione Teatro del Giglio di Lucca (attore)
- 2024 "Bartali" di e con Ubaldo Pantani, musiche Felicity, disegni Karl Kopinsky - Produzione ITC2000 (Regista)
- 2024 An Opportunity di Andrea Benedetti - Produzione Animando (attore)
- 2024 "Abbracciatevi moltitudini" di Simone Soldati e Sandro Cappelletto - Produzione AML (attore)
- 2025 "Inimitabile" di e con Ubaldo Pantani (regìa) - Produzione Vera Produzioni Paolo Ruffini

## Opera
- 2002 "Le nozze di Figaro" di Wolfgang Amadeus Mozart (regista), direttore d'orchestra Stefano Adabbo
- 2003 "La serva padrona" di Battista Pergolesi (regista), direttore d'orchestra Stefano Adabbo
- 2003 "La voix humaine" di Jean Cocteau (regista), direttore d'orchestra Stefano Adabbo
- 2005 "Il segreto di Susanna" di Ermanno Wolf Ferrari (regista), direttore d'orchestra Stefano Adabbo
- 2017 "Carmen" di Bizet (assistente regista), direttore d'orchestra Mario Menicagli
- 2017 "Turandot" di Giacomo Puccini (assistente regista),[43][44] Beseto Opera Seoul, direttore d'orchestra Franco Trinca con Walter Fraccaro, Irina Vaschenko, Hye-Myung Kang
- 2018 "Suor Angelica" di Giacomo Puccini (regista),[45] con Silvana Froli
- 2018 "L'elisir d'amore" di Gaetano Donizetti (co-regista), Scm Seoul, direttore d'orchestra Marco Boemi con Bianca Tognocchi[32]
- 2019 "Così fan tutte" di Wolfgang Amadeus Mozart (co-regista),[46][47][48] Opéra de chambre de Genève, direttore d'orchestra Franco Trinca[6]
- 2020 "De' relitti e delle quarantene" di Mario Menicagli (co-regista), direttore d'orchestra Mario Menicagli
- 2021 "Don Pasquale" di Gaetano Donizetti (co-regista), Opéra de chambre de Genève direttore d'orchestra Franco Trinca[7][8][49]
- 2021 "La serva padrona" di Giovan Battista Pergolesi (regista), Teatro del Giglio di Lucca, direttore d'orchestra Stefano Teani [50]
- 2022 "La cambiale di matrimonio" di Gioacchino Rossini (co-regista), Opéra de chambre de Genève, direttore d'orchestra Franco Trinca[51][52]
- 2022 "Tosca, l'ora è fuggita" di Giacomo Puccini (regista), Teatro del Giglio di Lucca, Quintetto Lucensis[53]
- 2023 "Madama Butterfly" di Giacomo Puccini (co-regista), Teatro Luca Ronconi di Gubbio[54]
- 2023 "La Traviata" di Giuseppe Verdi (regista), Teatro Goldoni di Livorno[55]
- 2023 "La Traviata immersiva" di Giuseppe Verdi (regista) Cattedrale dell'Immagine Firenze, OperaLaboratori, Sillabe Edizioni, direttori d'orchestra Mario Menicagli, Stefano Aiolli, Stefano Cencetti
- 2023 "Suor Angelica" di Giacomo Puccini (regista) Teatro Goldoni di Livorno, direttore d'orchestra Stefano Cencetti
- 2023 "From Puccini with love" da Giacomo Puccini (regista), Teatro del Giglio di Lucca, Quintetto Lucensis
- 2024 "Suor Angelica" di Giacomo Puccini (regista), Festival lirico internazionale di San Gimignano, direttore d'orchestra Stefano Cencetti
- 2024 "Scudetto in casa Paisiello" di Oliviero Lacagnina e Mario Menicagli (regista) Festival Real Sito di Carditello, direttore d'orchestra Andrea Albertin
- 2024 "La traviata" di Giuseppe Verdi (regista) Produzione Fondazione Teatro Goldoni Livorno, direttore d'orchestra Mario Menicagli
- 2025 "Don Pasquale" di Gaetano Donizetti (Co-regista) Produzione Opera Music Management, direttore d'orchestra Eric Lederhandler

## Filmografia
- 2006 - L'aria salata[56] (attore), regista Alessandro Angelini with Giorgio Pasotti - Ruolo Medico clinica
- 2008 - Puccini (attore), regista Mario Capitani con Alessio Boni - Ruolo Pinkerton
- 2011 - Johnny T.[57] (attore), regista Tommaso Landucci con Alberto Paradossi - Ruolo Johnny T.
- 2020 - Come pesci rossi sul divano[58] (attore), regista Cristina Puccinelli
- 2020 - Pepsi's Saz O Surood. Ma Akhtar, Shabhaiman. (regista) with Mashal Arman
- 2024 - I delitti del barLume 11 - Episodio "La girata" - Regia Milena Cocozza - Ruolo Gianfranco Lenzi

## Premi e riconoscimenti
- 1993 - Mecenate d’oro, "Premio come migliore attore non protagonista" in "Hello Dolly"
- 1997 - Eurako, "Premio come migliore attore protagonista" in "Rumori fuori scena"
- 1998 - Castello di Gorizia, "Premio come migliore attore non protagonista" in "Rumori fuori scena"
- 2001 - Festival nazionale d'Arte Drammatica, "Premio come migliore attore" in "La lettera di mamma"
- 2011 - Festival Nazionale Imperia, "Premio come migliore attore" in Nove mele per Eva"